# Topolovățu Mare
Topolovățu Mare es una comuna ubicada en el distrito de Timiș, Rumania.

## Superficie
Posee una superficie de 99,88 kilómetros cuadrados.

## Demografía
Hasta 2021 la población era de 2576 habitantes, con una densidad de población de 25,79 habitantes por kilómetro cuadrado.